# Матч всех звёзд женской НБА 2013 года
Матч всех звёзд женской НБА 2013 года (англ. 2013 WNBA All-Star Game) — ежегодная показательная баскетбольная игра, прошедшая в субботу, 27 июля 2013 года, в Анкасвилле (штат Коннектикут) на домашней арене клуба «Коннектикут Сан» «Мохеган Сан Арена». Эта игра стала 11 матчем всех звёзд (ASG) в истории женской национальной баскетбольной ассоциации (ВНБА) и третьим, проведённым в Анкасвилле, а первые прошли в 2005 и 2009 годах. Игра транслировалась кабельным спортивным каналом ESPN на телевизионном канале ABC (в формате HD TV) в 3:30 по Североамериканскому восточному времени (EDT), а судьями на матче работали Тони Доукинс, Эми Боннер и Ламонт Симпсон.
Сборная Запада под руководством Шерил Рив в упорной борьбе переиграла команду Востока Лин Данн со счётом 102:98, тем самым увеличив счёт в их противостоянии (8:3). Первые 6 игр всех звёзд женской НБА неизменно выигрывала сборная Запада, две следующие остались за Востоком, девятую выиграл Запад, а последнюю — сборная Востока. Самым ценным игроком этого матча была признана представляющая на нём команду «Лос-Анджелес Спаркс» Кэндис Паркер, став самым результативным игроком матча всех звёзд женской НБА, перекрыв достижение Свин Кэш, показанное в 2009 году.

## Матч всех звёзд

### Составы команд
Игроки стартовых пятёрок матча всех звёзд женской НБА выбираются по итогам электронного голосования, проводимого среди болельщиков на официальном сайте лиги — WNBA.com. Выбор баскетболисток резервного состава команд Востока и Запада проводится путём голосования среди главных тренеров клубов, входящих в конференцию, причём они не могут голосовать за своих собственных подопечных. До 2013 года наставники могли выбрать двух защитников, двух форвардов, одного центрового и ещё двух игроков вне зависимости от их амплуа. В 2014 году позиции форварда и центрового были объединены в единую категорию нападения, после чего наставники команд стали голосовать за двух защитников, трёх игроков нападения и одного игрока независимо от позиции. Если та или иная баскетболистка не может участвовать в ASG из-за травмы или по болезни, то их заменяют специально отобранные для этого резервисты.
По правилам женской НБА на тренерский мостик сборных Востока и Запада назначаются наставники клубов, участвовавших в финале прошлого сезона, исключением являются матчи всех звёзд 1999 и 2009 годов. В 2012 году в финальной серии чемпионата играли команды «Индиана Фивер» и «Миннесота Линкс», поэтому сборной Востока руководила Лин Данн, а сборной Запада — Шерил Рив.
18 июля ВНБА опубликовала итоги голосования среди болельщиков на сайте ассоциации, по результатам которого наибольшее число голосов среди игроков Востока набрала Елена Делле Донн (35 646), став первым новичком лиги, победившим по итогам интернет-голосования, а среди игроков Запада — Кэндис Паркер (33 810). В итоге в стартовую пятёрку команды Востока помимо Делле Донн вошли Тамика Кэтчингс (27 921), Энджел Маккатри (18 523), Кэппи Пондекстер (18 265) и Эпифанни Принс (16 083), в стартовую пятёрку сборной Запада кроме Паркер попали Майя Мур (31 635), Дайана Таурази (26 019), Бриттни Грайнер (22 185) и Сеймон Огастус (18 454).
23 июля были опубликованы итоги голосования среди главных тренеров команд ВНБА, по результатам которого резервистами Востока стали Айвори Латта, Эллисон Хайтауэр, Шавонте Зеллус, Кристал Лэнгхорн, Тина Чарльз и Сильвия Фаулз. А запасными Запада стали Кристи Толивер, Линдсей Уэйлен, Глори Джонсон, Даниэлла Робинсон, Ребекка Брансон и Ннека Огвумике. Но Делле Донн из-за сотрясения мозга не смогла принять участие в этом матче, в результате этого образовавшееся вакантное место в стартовой пятёрке Востока заняла Чарльз, а ей на замену в состав резервистов Востока была включена Эрика де Соуза. Грайнер из-за травмы колена также не смогла принять участие в этой игре, поэтому образовавшееся вакантное место в стартовой пятёрке Запада заняла Брансон, на замену которой в состав резервистов Запада была включена Тина Томпсон.
По результатам голосования рекордный девятый раз на матч всех звёзд женской НБА получила вызов Тина Томпсон, восьмой раз — Тамика Кэтчингс, шестой раз — Дайана Таурази, пятый раз — Кэппи Пондекстер и четвёртый раз — Сеймон Огастус.
В данной таблице опубликованы полные составы сборных Запада и Востока предстоящего матча.
| Поз.                                        | Игрок              | Команда                  | Выбор             |
| Стартовая пятёрка                           | Стартовая пятёрка  | Стартовая пятёрка        | Стартовая пятёрка |
| ------------------------------------------- | ------------------ | ------------------------ | ----------------- |
| З                                           | Дайана Таурази     | Финикс Меркури           | 6-й               |
| З                                           | Сеймон Огастус     | Миннесота Линкс          | 4-й               |
| Ф                                           | Кэндис Паркер      | Лос-Анджелес Спаркс      | 2-й               |
| Ф                                           | Майя Мур           | Миннесота Линкс          | 2-й               |
| Ц                                           | Бриттни Грайнер[a] | Финикс Меркури           | 1-й               |
| Запасные игроки                             |                    |                          |                   |
| З                                           | Даниэлла Робинсон  | Сан-Антонио Силвер Старз | 1-й               |
| З                                           | Кристи Толивер     | Лос-Анджелес Спаркс      | 1-й               |
| З                                           | Линдсей Уэйлен     | Миннесота Линкс          | 3-й               |
| Ф                                           | Ребекка Брансон[c] | Миннесота Линкс          | 3-й               |
| Ф                                           | Глори Джонсон      | Талса Шок                | 1-й               |
| Ф                                           | Ннека Огвумике     | Лос-Анджелес Спаркс      | 1-й               |
| Ф                                           | Тина Томпсон[b]    | Сиэтл Шторм              | 9-й               |
| Главный тренер: Шерил Рив (Миннесота Линкс) |                    |                          |                   |

| Поз.                                     | Игрок               | Команда           | Выбор             |
| Стартовая пятёрка                        | Стартовая пятёрка   | Стартовая пятёрка | Стартовая пятёрка |
| ---------------------------------------- | ------------------- | ----------------- | ----------------- |
| З                                        | Кэппи Пондекстер    | Нью-Йорк Либерти  | 5-й               |
| З                                        | Эпифанни Принс      | Чикаго Скай       | 2-й               |
| Ф                                        | Тамика Кэтчингс     | Индиана Фивер     | 8-й               |
| Ф                                        | Энджел Маккатри     | Атланта Дрим      | 2-й               |
| Ф                                        | Елена Делле Донн[a] | Чикаго Скай       | 1-й               |
| Запасные игроки                          |                     |                   |                   |
| З                                        | Эллисон Хайтауэр    | Коннектикут Сан   | 1-й               |
| З                                        | Айвори Латта        | Вашингтон Мистикс | 1-й               |
| З                                        | Шавонте Зеллус      | Индиана Фивер     | 1-й               |
| Ф                                        | Кристал Лэнгхорн    | Вашингтон Мистикс | 2-й               |
| Ц                                        | Тина Чарльз[c]      | Коннектикут Сан   | 2-й               |
| Ц                                        | Сильвия Фаулз       | Чикаго Скай       | 3-й               |
| Ц                                        | Эрика де Соуза[b]   | Атланта Дрим      | 2-й               |
| Главный тренер: Лин Данн (Индиана Фивер) |                     |                   |                   |

- a  Игроки, не принимавшие участие в матче из-за травмы.
- b  Игроки, заменившие в нём травмированных.
- c  Игроки, начавшие игру в стартовой пятёрке, вместо травмированных.

### Ход матча
Первая четверть игры началась с небольшого рывка сборной Запада, инициатором которого стала Майя Мур, а довершила Дайана Таурази, в итоге уже после первой минуты матча преимущество Запада составляло пять очков (7:2). Следующие три минуты прошли в абсолютно равной борьбе, которая отличалась обоюдоострыми атаками, в результате после точного броска Сеймон Огастус сборная Запада продолжала удерживать достигнутое преимущество в счёте (14:9). Затем инициативу в матче ненадолго перехватила сборная Востока, которая в течение следующих полутора минут сначала догнала своего противника, а затем и впервые вышла вперёд после точного штрафного в исполнении Эпифанни Принс (17:16). Однако сразу же команда Запада вернула себе утраченное лидерство, а последние четыре минуты первой четверти прошли в совершенно равной борьбе, которая завершилась со счётом 29:27 в пользу Запада. В самом начале второй четверти инициатива в матче резко перешла на сторону команды Востока, в составе которой солировала Сильвия Фаулз, набравшая шесть очков кряду. Команда Запада в свою очередь не могла поразить кольцо соперника в течение четырёх минут, в итоге в середине второй четверти преимущество подопечных Линн Данн достигло шести очков (37:31). Затем сборная Запада выдала удачный отрезок, во время которого шесть очков набрала Линдсей Уэйлен, тем самым уравняв ситуацию на площадке и сквитав счёт (41:41) за 2:47 до конца второй четверти. Впрочем сразу же точным трёхочковым броском Кэппи Пондекстер вернула лидерство своей команде, после чего Шерил Рив взяла тайм-аут, который однако не помог сборной Запада. После возобновления игры команды больше минуты не могли поразить кольцо друг друга, но затем отличилась Энджел Маккатри, сначала она набрала три очка в одной атаке, а затем точной передачей помогла забить Эрике де Соуза. Сборная Запада смогла ответить только двумя точными штрафными бросками в исполнении Кэндис Паркер, в итоге команды отправились на большой перерыв при счёте 49:43 в пользу Востока.
Сразу же после большого перерыва усилиями Тины Чарльз и Эпифанни Принс сборная Востока увеличила своё преимущество в счёте до двухзначной отметки (54:43). После этого инициатива в матче перешла на сторону сборной Запада, которая в течение следующих четырёх минут устроила погоню за противником. Во время этого отрезка встречи на площадке солировали набравшие каждая по семь очков Кристи Толивер и Кэндис Паркер, после броска которой за 5:22 до конца третьей четверти в игре установилось равновесие (61:61). Следующие две минуты прошли в абсолютно равной борьбе, по истечении которых тайм-аут взяла уже Линн Данн. Сразу же после окончания тайм-аута инициатива в матче вновь перешла на сторону команды Востока, в составе которой особо отличились Айвори Латта, реализовавшая два трёхочковых, и Эрика де Соуза, забросившая два броска из-под кольца. Сборная Запада ответила только дальним попаданием Майи Мур, в результате чего команды ушли на технический перерыв при счёте 81:74 в пользу Востока. Последний отрезок встречи начался с бесконечных атак сборной Запада, владевшей инициативой на обеих сторонах арены, в середине которого подшефным Шерил Рив, после четырёх очков Толивер и шести очков Паркер, наконец, удалось настичь соперника. Тут же Паркер и Огастус реализовали ещё два средних броска и вышли вперёд в матче (94:90), тем самым заставив наставника сборной Востока вновь взять тайм-аут. После тайм-аута на площадке уже шла равная борьба, соперники шли очко в очко, но постоянно лидировала сборная Запада. За минуту до конца встречи Энджел Маккатри сократила разницу в счёте до двух очков (100:98), но дальнейшие попытки подопечных Линн Данн ни к чему не привели, все их броски летели мимо цели. Решающим моментом игры стал фол Пондекстер на Толивер, которая хладнокровно реализовала оба штрафных и принесла победу сборной Запада со счётом 102:98.
Самым ценным игроком этой встречи была признана форвард Кэндис Паркер из «Лос-Анджелес Спаркс», которая набрала 23 очка, совершила 11 подборов и сделала 3 передачи, тем самым став самым результативным игроком этого матча, побив результат Свин Кэш, который был показан ею по итогам ASG WNBA 2009 года. Кроме того лучшими игроками матча, предопределившими победу команды Запада, стали Кристи Толивер, набравшая 21 очко и 2 передачи, Майя Мур, набравшая 14 очков, 5 подборов и 3 передачи, Сеймон Огастус, набравшая 12 очков и 4 подбора и Ребекка Брансон, набравшая 11 очков и 11 подборов. Лучшими игроками Востока стали Айвори Латта, набравшая 15 очков и 3 передачи, Эпифанни Принс, набравшая 15 очков и 2 передачи, Эрика де Соуза, набравшая 13 очков, 8 подборов и 4 передачи, Энджел Маккатри, набравшая 11 очков, 8 подборов, 2 передачи и 2 перехвата и Тина Чарльз, набравшая 10 очков и 7 подборов.
| 27 июля 2013 года 3:30 pm (ET) | Протокол | Сборная Запада             | 102:98   | Сборная Востока       | Мохеган Сан Арена, Анкасвилл (штат Коннектикут) Зрителей: 9 323 Судьи: Тони Доукинс № 24 Эми Боннер № 31 Ламонт Симпсон № 38 | ABC (HD) |
| 27 июля 2013 года 3:30 pm (ET) | Протокол | 29:27, 14:22, 31:32, 28:17 |          |                       | Мохеган Сан Арена, Анкасвилл (штат Коннектикут) Зрителей: 9 323 Судьи: Тони Доукинс № 24 Эми Боннер № 31 Ламонт Симпсон № 38 | ABC (HD) |
| 27 июля 2013 года 3:30 pm (ET) | Протокол | Кэндис Паркер 23           | Очки     | Латта и Принс 15      | Мохеган Сан Арена, Анкасвилл (штат Коннектикут) Зрителей: 9 323 Судьи: Тони Доукинс № 24 Эми Боннер № 31 Ламонт Симпсон № 38 | ABC (HD) |
| 27 июля 2013 года 3:30 pm (ET) | Протокол | Брансон и Паркер 11        | Подборы  | Маккатри и де Соуза 8 | Мохеган Сан Арена, Анкасвилл (штат Коннектикут) Зрителей: 9 323 Судьи: Тони Доукинс № 24 Эми Боннер № 31 Ламонт Симпсон № 38 | ABC (HD) |
| 27 июля 2013 года 3:30 pm (ET) | Протокол | Даниэлла Робинсон 4        | Передачи | Кэппи Пондекстер 5    | Мохеган Сан Арена, Анкасвилл (штат Коннектикут) Зрителей: 9 323 Судьи: Тони Доукинс № 24 Эми Боннер № 31 Ламонт Симпсон № 38 | ABC (HD) |

### Полная статистика матча
В данной таблице показан подробный статистический анализ этого матча.

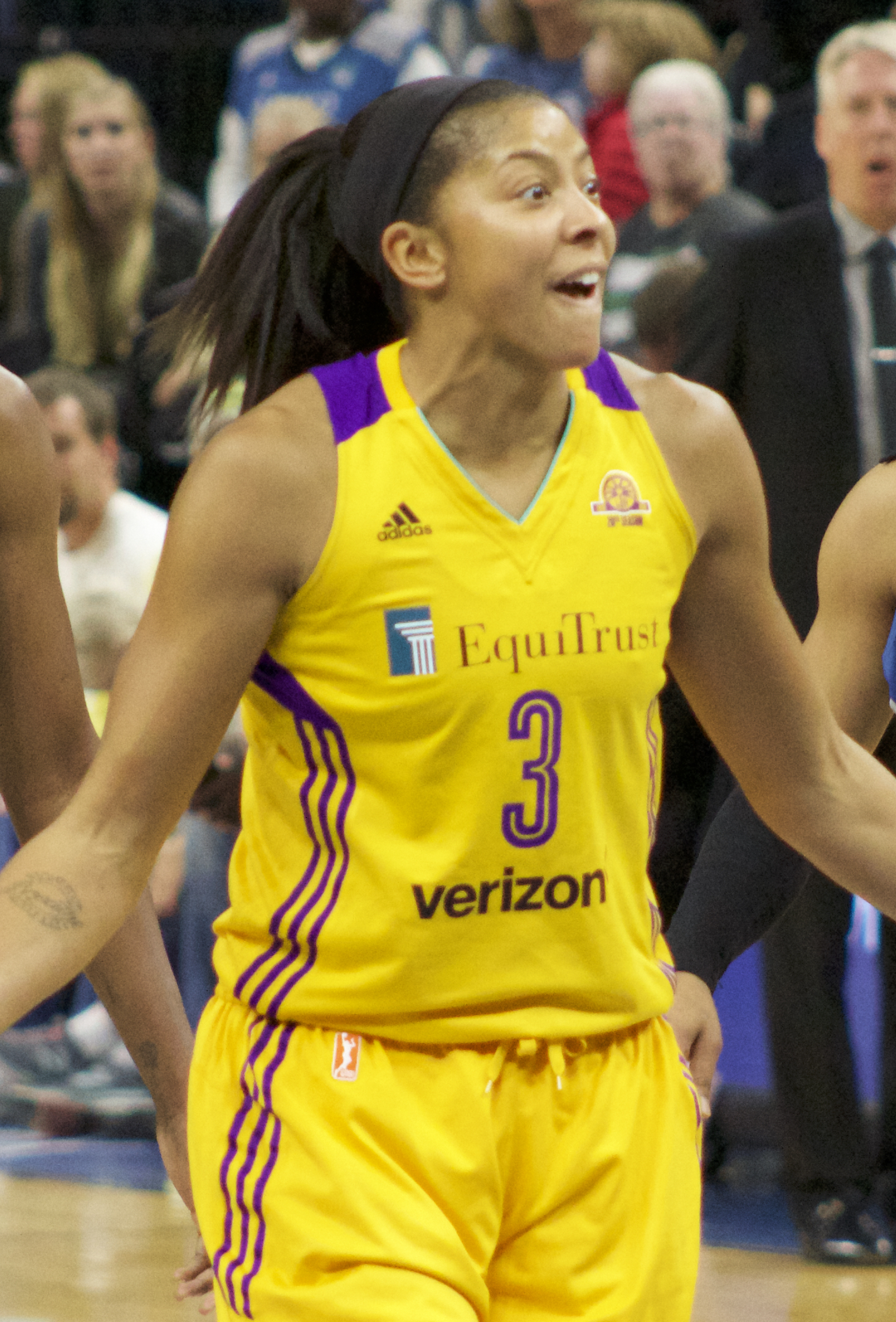
Кэндис Паркер, лучшая по очкам и MVP матча (23)
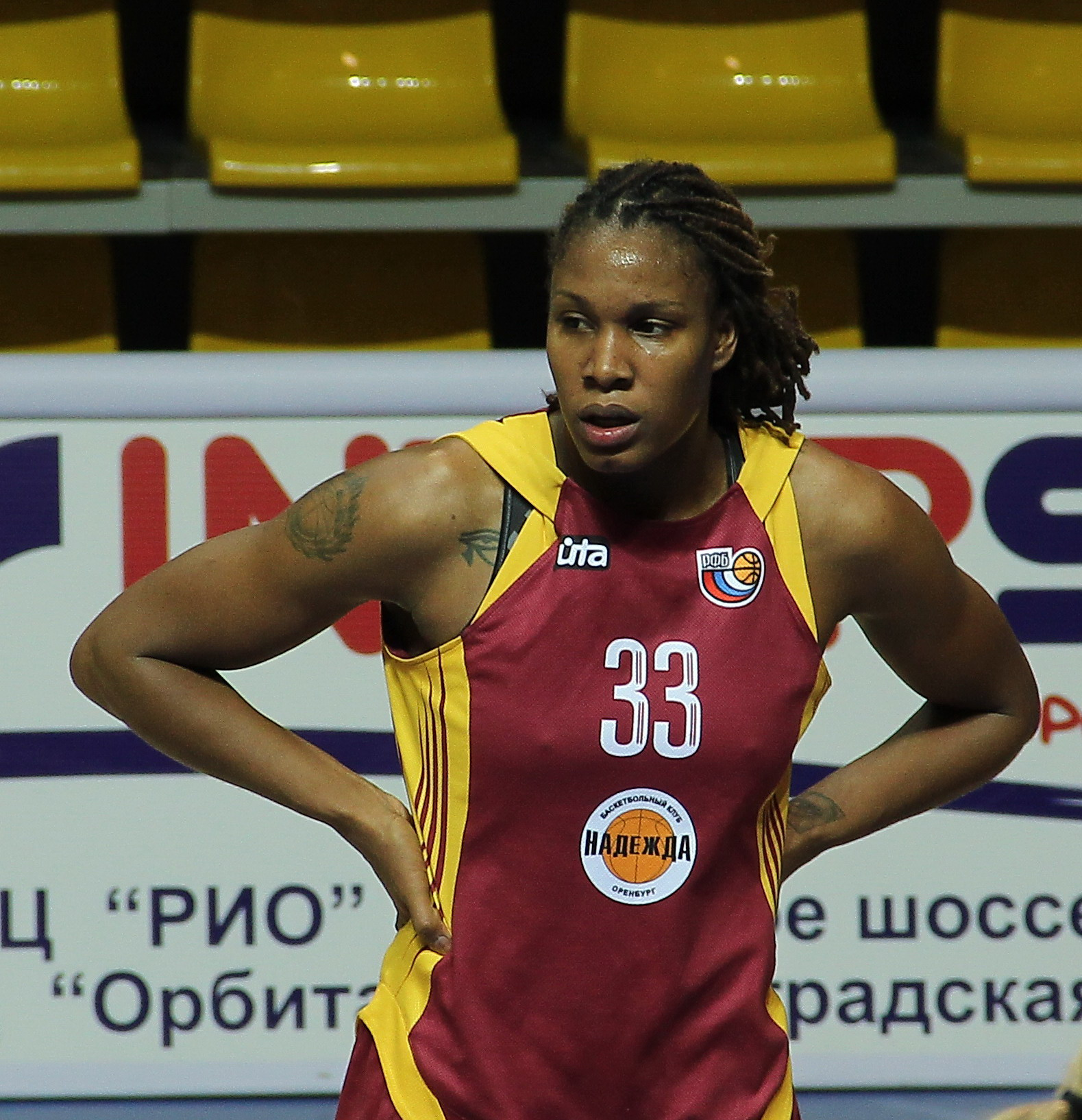
Ребекка Брансон, лучший игрок матча по подборам (11)
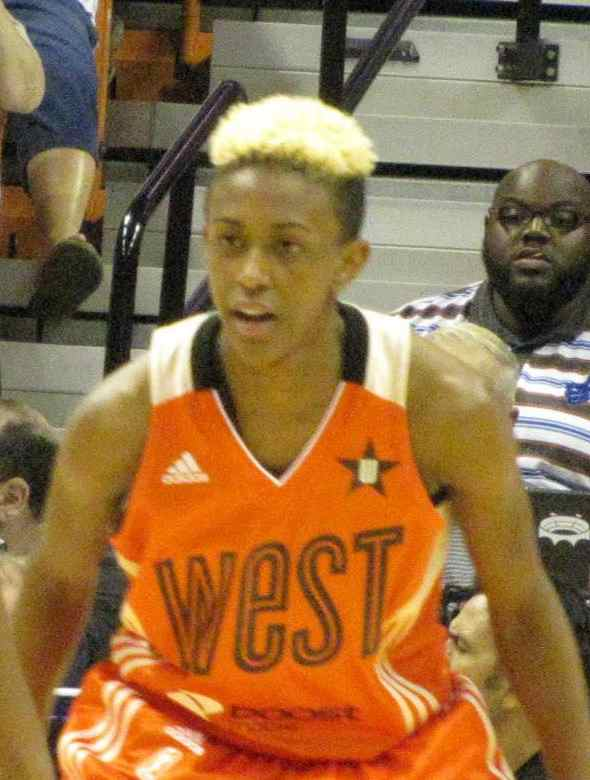
Даниэлла Робинсон, второй игрок матча по передачам (4)
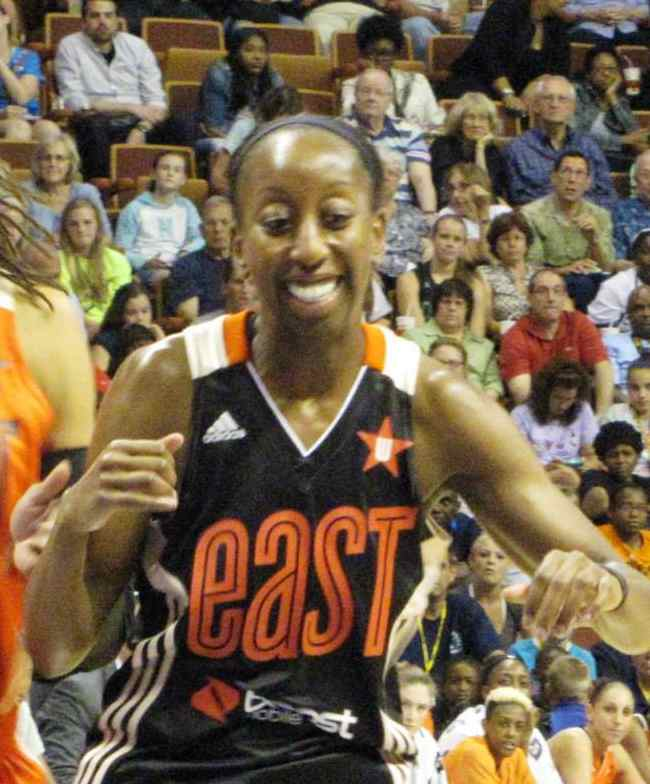
Эллисон Хайтауэр, второй игрок матча по передачам (4)
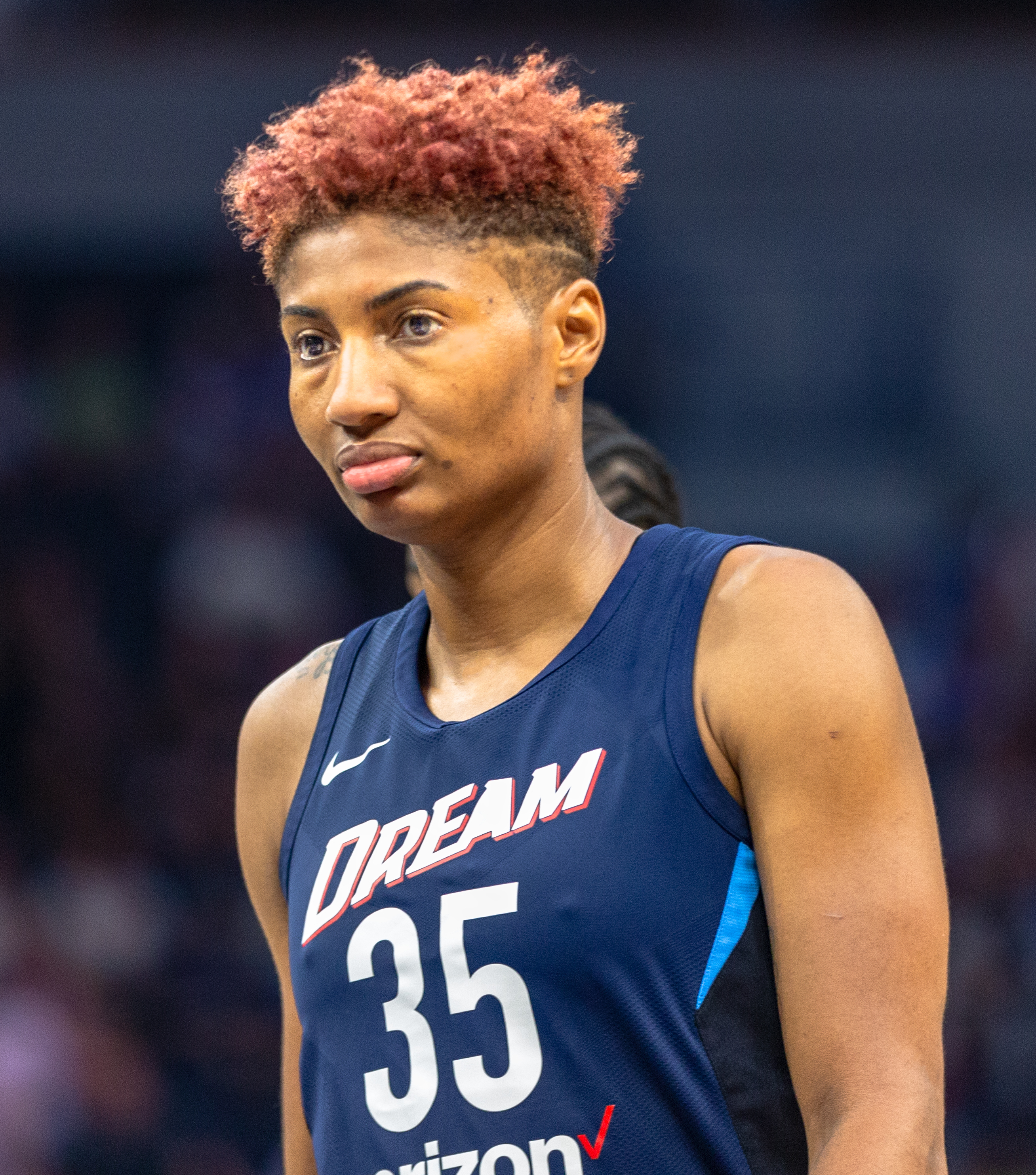
Энджел Маккатри, лучший игрок матча по перехватам (2)

| Звёзды Западной конференции |                          |        |       |      |       |     |     |     |     |    |    |    |     |    |     |
| Стартовая пятёрка           | Команда                  | MIN    | FG    | 3P   | FT    | OFF | DEF | TOT | AST | ST | BS | BA | TOV | PF | PTS |
| Дайана Таурази              | Финикс Меркури           | 17:58  | 1-5   | 1-3  | 0-0   | 0   | 1   | 1   | 3   | 1  | 0  | 0  | 2   | 0  | 3   |
| Сеймон Огастус              | Миннесота Линкс          | 22:58  | 6-10  | 0-0  | 0-0   | 2   | 2   | 4   | 1   | 0  | 0  | 0  | 0   | 1  | 12  |
| Кэндис Паркер[e]            | Лос-Анджелес Спаркс      | 26:51  | 10-13 | 0-1  | 3-3   | 3   | 8   | 11  | 3   | 1  | 0  | 0  | 2   | 1  | 23  |
| Майя Мур                    | Миннесота Линкс          | 21:41  | 6-12  | 2-7  | 0-0   | 1   | 4   | 5   | 3   | 1  | 0  | 0  | 1   | 2  | 14  |
| Ребекка Брансон             | Миннесота Линкс          | 18:16  | 4-8   | 0-0  | 3-6   | 2   | 9   | 11  | 1   | 1  | 0  | 0  | 0   | 0  | 11  |
| Запасные игроки             |                          |        |       |      |       |     |     |     |     |    |    |    |     |    |     |
| Даниэлла Робинсон           | Сан-Антонио Силвер Старз | 15:21  | 1-4   | 0-0  | 0-0   | 2   | 4   | 6   | 4   | 0  | 0  | 0  | 1   | 0  | 2   |
| Кристи Толивер              | Лос-Анджелес Спаркс      | 22:09  | 8-13  | 3-6  | 2-2   | 0   | 1   | 1   | 2   | 1  | 0  | 0  | 1   | 1  | 21  |
| Линдсей Уэйлен              | Миннесота Линкс          | 13:09  | 3-7   | 0-0  | 2-4   | 0   | 1   | 1   | 0   | 0  | 0  | 0  | 1   | 1  | 8   |
| Глори Джонсон               | Талса Шок                | 09:01  | 1-2   | 0-0  | 0-0   | 0   | 3   | 3   | 0   | 0  | 0  | 0  | 1   | 1  | 2   |
| Ннека Огвумике              | Лос-Анджелес Спаркс      | 18:32  | 3-7   | 0-1  | 0-0   | 0   | 4   | 4   | 1   | 1  | 0  | 0  | 0   | 0  | 6   |
| Тина Томпсон                | Сиэтл Шторм              | 14:04  | 0-5   | 0-5  | 0-0   | 0   | 2   | 2   | 2   | 0  | 0  | 0  | 1   | 0  | 0   |
| Всего                       |                          | 200:00 | 43-86 | 6-23 | 10-15 | 10  | 39  | 49  | 20  | 6  | 0  | 0  | 10  | 7  | 102 |
| Главный тренер              | Шерил Рив (Миннесота)    |        |       |      |       |     |     |     |     |    |    |    |     |    |     |

| Звёзды Восточной конференции |                    |        |       |       |     |     |     |     |     |    |    |    |     |    |     |
| Стартовая пятёрка            | Команда            | MIN    | FG    | 3P    | FT  | OFF | DEF | TOT | AST | ST | BS | BA | TOV | PF | PTS |
| Кэппи Пондекстер             | Нью-Йорк Либерти   | 19:19  | 2-9   | 2-6   | 0-0 | 0   | 2   | 2   | 5   | 0  | 0  | 0  | 3   | 2  | 6   |
| Эпифанни Принс               | Чикаго Скай        | 19:57  | 5-7   | 4-6   | 1-1 | 0   | 0   | 0   | 2   | 1  | 0  | 0  | 0   | 0  | 15  |
| Тамика Кэтчингс              | Индиана Фивер      | 13:00  | 3-7   | 0-1   | 0-0 | 1   | 4   | 5   | 1   | 0  | 0  | 0  | 0   | 2  | 6   |
| Энджел Маккатри              | Атланта Дрим       | 21:07  | 5-12  | 0-3   | 1-1 | 4   | 4   | 8   | 2   | 2  | 0  | 0  | 1   | 1  | 11  |
| Тина Чарльз                  | Коннектикут Сан    | 21:05  | 5-16  | 0-1   | 0-2 | 4   | 3   | 7   | 1   | 0  | 0  | 0  | 0   | 0  | 10  |
| Запасные игроки              |                    |        |       |       |     |     |     |     |     |    |    |    |     |    |     |
| Эллисон Хайтауэр             | Коннектикут Сан    | 18:24  | 3-7   | 0-1   | 0-0 | 0   | 2   | 2   | 4   | 1  | 0  | 0  | 1   | 0  | 6   |
| Айвори Латта                 | Вашингтон Мистикс  | 22:20  | 5-9   | 4-7   | 1-2 | 1   | 1   | 2   | 3   | 0  | 0  | 0  | 2   | 0  | 15  |
| Шавонте Зеллус               | Индиана Фивер      | 18:53  | 2-8   | 0-3   | 0-0 | 0   | 1   | 1   | 2   | 1  | 0  | 0  | 1   | 2  | 4   |
| Кристал Лэнгхорн             | Вашингтон Мистикс  | 14:25  | 3-6   | 0-0   | 0-0 | 0   | 1   | 1   | 0   | 0  | 0  | 0  | 0   | 0  | 6   |
| Сильвия Фаулз                | Чикаго Скай        | 13:11  | 3-5   | 0-0   | 0-0 | 1   | 3   | 4   | 0   | 1  | 0  | 0  | 0   | 0  | 6   |
| Эрика де Соуза               | Атланта Дрим       | 18:19  | 6-10  | 0-0   | 1-2 | 1   | 7   | 8   | 4   | 0  | 0  | 0  | 0   | 3  | 13  |
| Всего                        |                    | 200:00 | 42-96 | 10-28 | 4-8 | 12  | 28  | 40  | 24  | 6  | 0  | 0  | 8   | 10 | 98  |
| Главный тренер               | Лин Данн (Индиана) |        |       |       |     |     |     |     |     |    |    |    |     |    |     |

- d  Учитывая, что ни один из участников матча так и не сделал ни одного блок-шота, то в галерее указаны два лучших игрока по передачам.
- e  Жирным курсивным шрифтом выделена статистика самого ценного игрока матча.